# Älingasjön, Halland
Älingasjön är en sjö i Varbergs kommun i Halland och ingår i Himleåns huvudavrinningsområde.
Kända fiskarter i sjön är gädda, abborre, mört och ål.